# شیهو نیاما
شیهو نیاما (انگلیسی: Shiho Niiyama; ۲۱ مارس ۱۹۷۰ – ۷ فوریهٔ ۲۰۰۰) صداپیشه، و بازیگر اهل ژاپن بود.